# 핑안보험

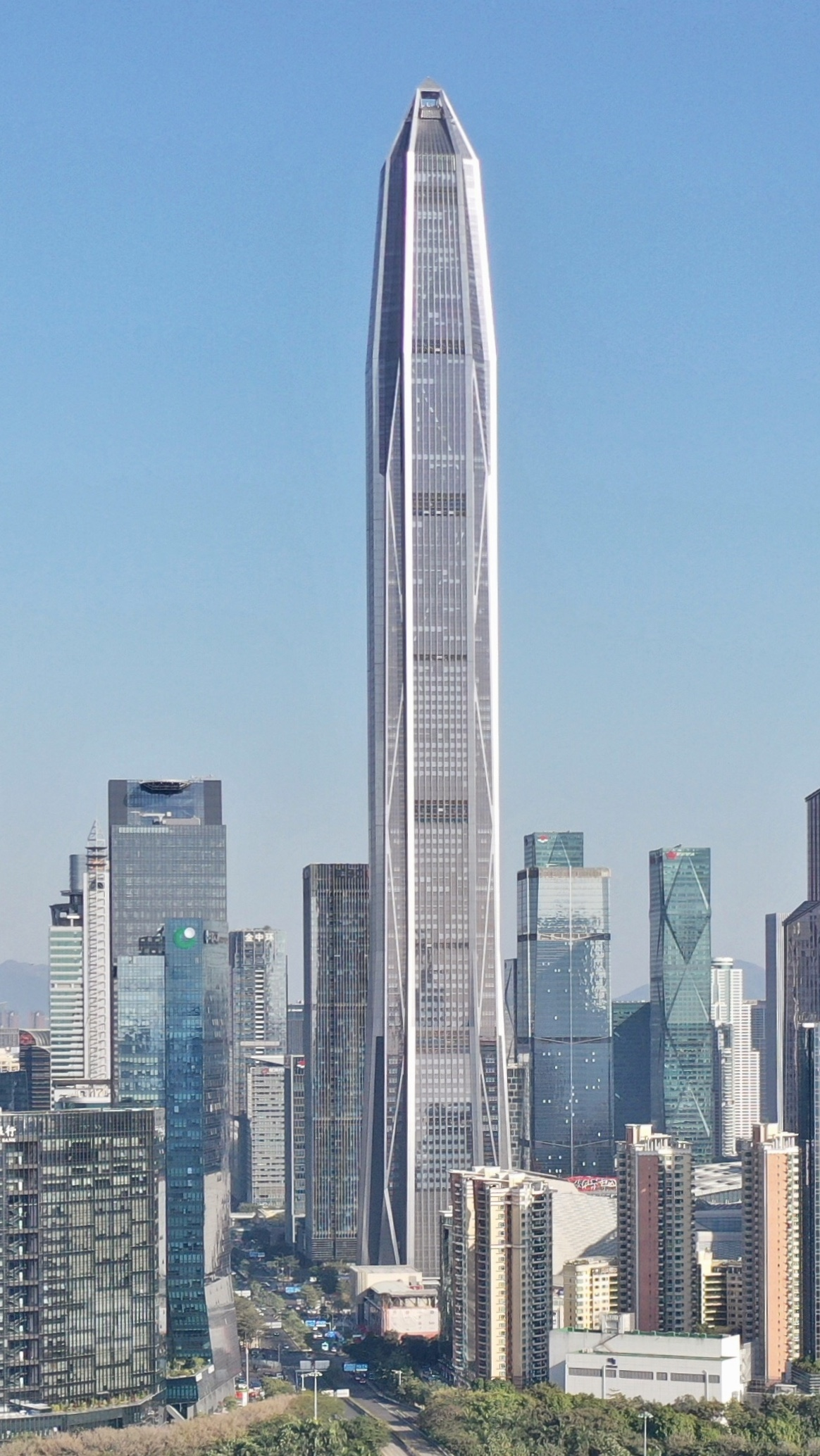

핑안보험(Ping An Insurance) 또는 중국핑안(중국어: 中国平安)은 중국의 지주회사로서, 자회사들은 보험, 은행업, 자산운용, 금융, 의료 서비스를 제공한다. 이 기업은 1988년 설립되었으며 본사는 선전시에 위치해 있다. 핑안은 한국어로 "평안"을 의미한다.
2021년, 핑안은 포브스 글로벌 2000 목록에서 6위에 등재되었으며 포춘 글로벌 500 목록에서는 16위에 올랐다.
이 기업은 중국 최대의 보험사로 간주되며, 2021년 순 프리미엄은 1100억 미국 달러에 달한다. 2021년 3월 시가총액은 1360억 미국 달러를 기록하면서 아시아태평양 지역의 최대 보험사로 간주된다.